# Отечествен фронт (Австрия)
Вижте пояснителната страница за други значения на Отечествен фронт.
Отечествен фронт (на немски: Vaterländische Front) е крайнодясна фашистка политическа партия в Австрия, съществувала между 1933 и 1938 година и управлявала през целия период.
Създадена е на 20 май 1933 година от водача на Християнсоциалната партия Енгелберт Долфус като единствена партия на създадения от него тоталитарен режим. Идеологията на партията, наричана австрофашизъм, е силно повлияна от италианския фашизъм, но се придържа по-плътно към доктрината на Католическата църква. От самото си създаване партията е враждебна към иредентизма на националсоциалистическия режим в Германия, който смята за доминиран от протестантството. Долфус е убит през 1934 година от националсоциалистически терористи, а след Аншлуса през 1938 година партията е ликвидирана.